# Enoplolabus malaccensis
Enoplolabus malaccensis es una especie de coleóptero de la familia Attelabidae.

## Distribución geográfica
Habita en Malasia y en Indonesia.